# نائب مستشار
نائب المستشار (بالإنجليزية: Vice-chancellor)‏ (يُطلق عليه نائب رئيس الجامعة) هو الرئيس التنفيذي لجامعة في المملكة المتحدة، ونيوزيلندا وأستراليا ونيبال والهند وبنغلاديش وماليزيا ونيجيريا وباكستان وسريلانكا وجنوب إفريقيا وكينيا ودول الكومنولث الأخرى وبعض الجامعات في هونغ كونغ. في إسكتلندا وكندا وجمهورية أيرلندا، يُطلق على الرئيس التنفيذي للجامعة عادةً اسم مدير الجامعة أو (خاصةً في جمهورية أيرلندا) رئيس الجامعة، ويرتبط نائب رئيس الجامعة بهذا اللقب شرفيًا، مما يسمح للفرد بمنح الدرجات العلمية في غياب رئيس الجامعة. في أيرلندا الشمالية، عادةً ما يحمل نائب رئيس الجامعة أيضًا الألقاب الفرعية إما رئيس الجامعة أو مدير الجامعة؛ واللقب هو نائب رئيس الجامعة والرئيس في جامعة كوينز في بلفاست.